# Mionica (općina)
Općina Mionica (ćirilica: Општина Мионица) je općina u Kolubarskom okrugu u Središnjoj Srbiji. Središte općine je grad Mionica.

## Stanovništvo
Prema popisu stanovništva iz 2002. godine općina je imala 16.513 stanovnika,

## Administrativna podjela
Općina Mionica se sastoji od 36 naselja. Po podacima iz 2002. godine u općini je živjelo 16.513 stanovnika, a prirodni priraštaj je iznosio -10 %. Po podacima iz 2004. godine broj zaposlenih u općini iznosi 1.939 ljudi. U općini se nalazi 18 osnovnih škola.